# Municipio de Prairie (condado de Kosciusko)
El municipio de Prairie (en inglés, Prairie Township) es un municipio del condado de Kosciusko, Indiana, Estados Unidos. Tiene una población estimada, a mediados de 2022, de 1777 habitantes.

## Geografía
Está ubicado en las coordenadas 41°18′4″N 85°57′4″O / 41.30111, -85.95111. Según la Oficina del Censo de los Estados Unidos, tiene una superficie total de 92.7 km², de la cual 91.3 km² corresponden a tierra firme y 1.4 km² están cubiertos de agua.

## Demografía
Según el censo de 2020, en ese momento había 1774 personas residiendo en la zona. La densidad de población era de 19.4 hab./km². El 92.3 % de los habitantes eran blancos, el 1.0 % eran afroamericanos, el 0.1 % eran amerindios, el 0.6 % eran asiáticos, el 0.1 % era isleño del Pacífico, el 2.5 % eran de otras razas y el 3.4 % eran de una mezcla de razas. Del total de la población el 5.4 % eran hispanos o latinos de cualquier raza.